# Robin Swicord
Robin Swicord (Columbia, 23 ottobre 1952) è una sceneggiatrice, regista e produttrice cinematografica statunitense.

## Biografia
Nel 1994 ha scritto la sceneggiatura di Piccole donne, basato sul celebre romanzo di Louisa May Alcott, inoltre ha scritto le sceneggiature dei film Matilda 6 mitica e Amori & incantesimi.
Vince un Satellite Award per Memorie di una geisha, adattamamento del romanzo di Arthur Golden. Nel 2007 dirige il suo primo lungometraggio Il club di Jane Austen, l'anno seguente collabora con Eric Roth alla stesura della sceneggiatura de Il curioso caso di Benjamin Button, diretto David Fincher.
È sposata con lo sceneggiatore Nicholas Kazan, figlio del celebre regista Elia Kazan. La coppia ha due figli, una delle figlie, Zoe, è attrice.

## Filmografia

### Sceneggiatrice
- Cuba Crossing (1980)
- Mi hai rovinato la vita (You Ruined My Life) (1987) - Film TV
- Shag, l'ultima follia (Shag) (1989)
- The Red Coat (1993) - Cortometraggio
- Piccole donne (Little Women) (1994)
- La famiglia Perez (The Perez Family) (1995)
- Matilda 6 mitica (Matilda) (1996)
- Amori & incantesimi (Practical Magic) (1998)
- Memorie di una geisha (Memoirs of a Geisha) (2005)
- Il club di Jane Austen (The Jane Austen Book Club) (2007)
- Il curioso caso di Benjamin Button (The Curious Case of Benjamin Button) (2008)
- The Promise, regia di Terry George (2016)

### Regista
- The Red Coat (1993) - Cortometraggio
- Il club di Jane Austen (The Jane Austen Book Club) (2007)
- Wakefield - Nascosto nell'ombra (Wakefield) (2016)

### Produttrice
- Piccole donne (Little Women) (1994)
- La famiglia Perez (The Perez Family) (1995)
- Matilda 6 mitica (Matilda) (1996)
- Amori & incantesimi (Practical Magic) (1998)
- Piccole donne (Little Women), regia di Greta Gerwig (2019)